# Okmiany
Okmiany (niem. Kaiserswaldau, w tym do 2009 r. Radziechowice, niem. Radchen) – wieś w Polsce położona w województwie dolnośląskim, w powiecie legnickim, w gminie Chojnów.
Na północ od wsi potężny, piaszczysto-żwirowy, porośnięty lasem Wał Okmiański typu ozu polodowcowego.

## Historia
Wieś ulicówka, po raz pierwszy wspomniana w 1305 roku.

## Demografia
Według danych na dzień 31 grudnia 2008 roku miejscowość zamieszkiwało 767 osób. Według Narodowego Spisu Powszechnego (III 2011 r.) Okmiany liczyły 772 mieszkańców.

## Podział administracyjny
W latach 1975–1998 miejscowość administracyjnie należała do województwa legnickiego.

## Zabytki
Do wojewódzkiego rejestru zabytków wpisane są:
- kościół ewangelicki, obecnie rzymskokatolicki parafialny pw. Matki Bożej Różańcowej, z 1771 r., przebudowany w latach 1894–1897; wewnątrz m.in. drewniany barokowy ołtarz z XVIII wieku
- zespół pałacowy i folwarczny, nr rej. A/3203/1060/L z 21.11.1996 r.
  - pałac
  - park pałacowy, z drugiej połowy XIX w., z 180-letnimi lipami drobnolistnymi i dębami
  - folwark, z czwartej ćwierci XIX w., początku XX w.
    - gorzelnia
    - stajnia
    - dwie obory
    - spichrz.